# Busby Berkeley
Busby Berkeley, all'anagrafe William Barkeley Enos (Los Angeles, 29 novembre 1895 – Palm Springs, 14 marzo 1976), è stato un regista, coreografo e attore statunitense.

## Biografia
Iniziò a lavorare come coreografo teatrale, ma il suo nome è legato alla stagione dei musical americani degli anni trenta e quaranta. Il suo lavoro fu influenzato dai temi della grande depressione, del riscatto del personaggio, metafora del risollevamento economico. Nei suoi film sono presenti spesso riferimenti al New Deal e al presidente Roosevelt di cui viene sostenuta la causa.
La sua fama è legata all'audacia delle sue grandiose coreografie, spesso accusate di essere kitsch per il carattere e la ridondanza degli elementi scenici. Va però notata la maestria con cui Berkeley unì questo stile con un utilizzo impeccabile della macchina da presa, della sua mobilità e versatilità, che dona alle coreografie una libertà di movimento impensabile per il teatro.

## Filmografia

### Regista
- She Had to Say Yes (1933) – Co-regia con George Amy
- Abbasso le donne (Dames) (1934) – Co-regia con Ray Enright[1]
- Donne di lusso 1935 (Gold Diggers of 1935) (1935)
- Il re della risata (Bright Lights) (1935)
- I Live for Love (1935)
- The Singing Kid (1936) – Co-regia con William Keighley[2]
- Stage Struck (1936)
- Il nemico dell'impossibile (The Go Getter) (1937)
- Hollywood Hotel (1937)
- Men Are Such Fools (1938)
- Garden of the Moon (1938)
- Comet Over Broadway (1938)
- Hanno fatto di me un criminale (They Made Me a Criminal) (1939)
- Piccoli attori (Babes in Arms) (1939)
- Fast and Furious (1939)
- Forty Little Mothers (1940)
- Musica indiavolata (Strike Up the Band) (1940)
- Blonde Inspiration (1941)
- Le fanciulle delle follie (Ziegfeld Girl) (1941) – Co-regia con Robert Z. Leonard[1]
- Lady Be Good (1941) – Co-regia con Norman Z. McLeod[1][2]
- I ragazzi di Broadway (Babes on Broadway) (1941)
- For Me and My Gal (1942)
- Due cuori in cielo (Cabin in the Sky) (1943) – Co-regia con Vincente Minnelli[2][3]
- Girl Crazy (1943) – Co-regia con Norman Taurog[4]
- Banana split (The Gang's All Here) (1943)
- Cinderella Jones (1946)
- Amore sotto coperta (Romance on the High Seas) (1948) – Co-regia con Michael Curtiz[1]
- Facciamo il tifo insieme (Take Me Out to the Ball Game) (1949)
- Anna prendi il fucile (Annie Get Your Gun) (1950) – Co-regia con George Sidney[2]
- Più forte dell'amore (The Blue Veil) (1951) – Co-regia con Curtis Bernhardt[2]

### Coreografo
- Whoopee (Whoopee!), regia di Thornton Freeland (1930)
- Kiki, regia di Sam Taylor (1931)
- Il re dei chiromanti (Palmy Days), regia di A. Edward Sutherland (1931)
- Flying High, regia di Charles Reisner (1931)
- Il coraggio della paura (Sky Devils), regia di A. Edward Sutherland (1932)
- Girl Crazy, regia di William A. Seiter (1932)[2]
- Night World, regia di Hobart Henley (1932)
- Luana, la vergine sacra (Bird of Paradise), regia di King Vidor (1932)[2]
- Il re dell'arena (The Kid from Spain), regia di Leo McCarey (1932)
- Quarantaduesima strada (42nd Street), regia di Lloyd Bacon (1933)
- La danza delle luci (Gold Diggers of 1933), regia di Mervyn LeRoy (1933)
- Viva le donne! (Footlight Parade), regia di Lloyd Bacon (1933)
- Plane Nuts, regia di Jack Cummings (1933) – Cortometraggio[2]
- Il museo degli scandali (Roman Scandals), regia di Frank Tuttle (1933)
- Wonder Bar, regia di Lloyd Bacon (1934)
- Abbasso le donne (Dames), regia di Busby Berkely e Ray Enright (1934)
- Donne di lusso 1935 (Gold Diggers of 1935), regia di Busby Berkely (1935)
- Follia messicana (In Caliente), regia di Lloyd Bacon (1935)
- I Live for Love, regia di Busby Berkely (1935)[2]
- Stars Over Broadway, regia di William Keighley (1935)
- Amore in otto lezioni (Gold Diggers of 1937), regia di Lloyd Bacon (1936)
- The Singing Marine, regia di Ray Enright (1936)
- Invito alla danza (Varsity Show), regia di William Keighley (1937)
- Hollywood Hotel, regia di Busby Berkely (1937)[2]
- Gold Diggers in Paris, regia di Ray Enright (1938)
- Broadway Serenade, regia di Robert Z. Leonard (1939)
- Il mago di Oz (The Wizard of Oz), regia di Victor Fleming (1939)
- Calling All Girls, regia di Jean Negulesco (1938) – Cortometraggio
- Banana split (The Gang's All Here), regia di Busby Berkely (1943)
- Amore sotto coperta (Romance on the High Seas), regia di Busby Berkely e Michael Curtiz (1948)
- Due settimane d'amore (Two Weeks with Love), regia di Roy Rowland (1950)
- Butterfly americana (Call Me Mister), regia di Lloyd Bacon (1951)[2]
- Più forte dell'amore (The Blue Veil), regia di Busby Berkely e Curtis Bernhardt (1951)[2]
- Quattro ragazze all'abbordaggio (Two Tickets to Broadway), regia di James V. Kern (1951)[2]
- La ninfa degli antipodi (Million Dollar Mermaid), regia di Mervyn LeRoy (1952)
- Amore provinciale (Small Town Girl), regia di László Kardos (1953)
- Fatta per amare (Easy to Love), regia di Charles Walters (1953)
- La ragazza più bella del mondo (Billy Rose's Jumbo), regia di Charles Walters (1962)[2]

### Attore
- Il re dei chiromanti (Palmy Days), regia di A. Edward Sutherland (1931)[2]
- La danza delle luci (Gold Diggers of 1933), regia di Mervyn LeRoy (1933)[2]
- Viva le donne! (Footlight Parade), regia di Lloyd Bacon (1933)[2]
- The Phynx, regia di Lee H. Katzin (1970)

## Riconoscimenti
- Premio Oscar
  - 1936 – Candidatura alla migliore coreografia per Lullaby of Broadway e The Words Are in My Heart, da Donne di lusso
  - 1937 – Candidatura alla migliore coreografia per Love and War, da Amore in otto lezioni
  - 1938 – Candidatura alla migliore coreografia per The Finale, da Invito alla danza
- Premio Hugo
  - 1944 – Candidatura per la miglior rappresentazione drammatica, forma lunga per Due cuori in cielo (condivisa con il regista Vincente Minnelli e lo sceneggiatore Joseph Schrank)
- Festival internazionale del cinema di Berlino
  - 1971 – Premio speciale UNICRIT